# 3543 Ningbo
3543 Ningbo је астероид главног астероидног појаса са средњом удаљеношћу од Сунца која износи 3,176 астрономских јединица (АЈ).
Апсолутна магнитуда астероида је 11,5.